# クレア・キーガン
クレア・キーガン（Claire Keegan, 1968年 - ）は、現代アイルランドの小説家。

## 経歴
アイルランド東部ウィックロー県で、ローマ・カトリック教徒の農家に末娘として生まれた。
高校卒業後、アメリカに渡り、ニューオーリンズのロヨラ大学で学ぶ。92年、母国に戻り、ウェールズ大学大学院、ダブリンのトリニティ・カレッジで学ぶ。
デビュー作の短篇集Antarctica(1999)は、『ロサンゼルス・タイムズ』の年間最優秀図書に選ばれた。アイルランド文学で受賞が多い。
以後、短篇集は『青い野を歩く Walk the Blue Fields』(2007)、『The Forester's Daughter』(2019)、『So Late in the Day』(2023)を刊行。

## 賞歴
- 『Antarctica』- ウィリアム・トレヴァー賞、ルーニー賞など
- 『Walk the Blue Fields』- オリーブ・クック賞、フランシス・マクマナス賞

## 著書
- 『青い野を歩く』 岩本正恵訳、白水社 エクス・リブリス、2009.12
- 『ほんのささやかなこと』[1] 鴻巣友季子訳、早川書房、2024.10
- 『あずかりっ子』 鴻巣友季子訳、早川書房、2025.10